# Macaire (métropolite de Moscou)
Pour les articles homonymes, voir Macaire.
Macaire, né en 1482 à Moscou et mort le 31 décembre 1563 à Moscou, est un notable religieux russe, également écrivain et peintre d'icônes, qui fut métropolite de Moscou et de toute la Russie de 1542 à 1563. 

## Biographie
Macaire le 16 mars 1542 devient métropolite de Moscou et principal conseiller d’Ivan IV de Russie
Lors du concile de 1547-1549, Macaire fait ajouter trente saints à la liste des 22 saints russes.
Il est l'initiateur (son auteur étant  Athanase) du Livre dynastique consacré à la généalogie du tsar et destiné surtout à asseoir l'idéologie absolutiste plaçant les souverains terrestres à côté de ceux du Ciel.
Macaire fut le confesseur du tsar Ivan le Terrible.